# Добруджанка
Добруджанка (болг. Добруджанка) — село в Болгарии. Находится в Силистренской области, входит в общину Кайнарджа. Население составляет 116 человек.

## Политическая ситуация
В местном кметстве Голеш, в состав которого входит Добруджанка, должность кмета (старосты) исполняет Бехтин Мусин Сали (Новое время (НВ)) по результатам выборов.
Кмет (мэр) общины Кайнарджа — Любен Жеков Сивев (инициативный комитет) по результатам выборов.